# Гуру Датт
Гуру Датт (англ. Guru Dutt; справжнє ім'я Васант Кумар Шівашанкар Падукон, конкані: वसंत कुमार शिवशंकर पडुकोण, англ. Vasanth Kumar Shivashankar Padukone; 9 липня 1925 Бенгалуру — 10 жовтня 1964, Мумбаї) — індійський кінорежисер, актор, продюсер і сценарист. Багато його фільми стали класикою індійського кіно, серед них «Спрага», «Паперові квіти», «Пан, пані і слуга» і «Повний місяць». Фільми Гуру Датта «Спрага» і «Паперові квіти» були включені до списку 100 кращих фільмів всіх часів за версією журналів «Time» і «Sight & Sound», а сам режисер названий одним з найвидатніших режисерів всіх часів.

## Біографія

### Ранні роки
Васант Кумар Шівашанкар Падукон народився 9 липня 1925 року в Бангалуру. Його батько, Шівашанкер Рао Падукон, працював в банку, а мати, Васанта Падукон, була спочатку домогосподаркою, а потім викладала в школі, давала приватні уроки, писала оповідання та перекладала романи з бенгальської мови на мову каннада. У нього було троє молодших братів: Атмар, Девідас, Віджай і сестра Лаліта. Після того, як в дитинстві він потрапив в аварію, йому дали інше, більш щасливе ім'я, — Гуру Датт.
Початкову освіту отримав в Колкаті, а в 1941—1944 роках навчався в індійському культурному центрі Удая Шанкара, де отримав базову освіту в області хореографії. Пізніше, в 1944 році, він нетривалий час працював телефонним оператором.

### Кар'єра
У 1944 році Гуру Датт почав працювати хореографом на студії «Prabhat Films», де він подружився з акторами Девом Анандом і Рехманом, з якими познайомився під час роботи над фільмом «Hum Ek Hain» (1946). Пізніше ця дружба допомогла йому побудувати кар'єру в Боллівуді. У 1947 році Датт переїхав до м. Мумбаї, де працював з провідними режисерами того часу: Амією Чакраборті у фільмі «Girls 'School» (1949) і Г'ян Мухерджі в «Sangram» (1946).
Переламним у кар'єрі Гуру Датта став день, коли Дев Ананд запропонував йому зняти фільм на нещодавно утвореній кіностудії «Navketan Films». Режисерським дебютом Датта став кримінальний трилер «Високі ставки» з Девом Анандом в головній ролі.
Далі були відзняті фільми «Jaal» (1952), «Сокіл» (1953), а також кримінальний трилер «Туди-сюди» (1954), який мав великий успіх у глядачів. Потім Гуру Датт зняв романтичну комедію «Mr. & Mrs. '55» (1955) і ще один кримінальний трилер «CID», в якому дебютувала Вахіда Рехман. Наступні фільми, «Спрага» (1957) і «Паперові квіти» (1959), вважаються його найкращими роботами.

### Смерть
10 жовтня 1964 року Гуру Датт був знайдений мертвим в своєму ліжку на орендованій квартирі у Мумбаї. Причиною смерті стало поєднання великої кількості алкоголю і снодійного. Досі залишається нез'ясованим, чи було це просто випадкове передозування, або ж самогубство, яке було б його третьою спробою покінчити з собою.

### Особисте життя
Під час запису пісень до фільму «Високі ставки» Гуру Датт познайомився зі співачкою Гітою Рой, а 26 травня 1953 вони одружилися. У них народилися троє дітей: Тарун, Арун і Ніна. Однак їхній шлюб не був щасливим, і до кінця життя Датт жив окремо від дружини. Гіта Датт померла в 1972 році у віці 41 року через хворобу печінки, викликаної зловживанням алкоголем.
У Гуру Датта були також романтичні стосунки з актрисою Вахідою Рехман.

## Фільмографія
| Рік виходу | Назва             | Оригінальна назва        | Сфери діяльності | Сфери діяльності | Сфери діяльності | Сфери діяльності | Сфери діяльності            |
| Рік виходу | Назва             | Оригінальна назва        | Режисер          | Продюсер         | Сценарист        | Актор            | Роль                        |
| ---------- | ----------------- | ------------------------ | ---------------- | ---------------- | ---------------- | ---------------- | --------------------------- |
| 1946       |                   | Hum Ek Hain              |                  |                  |                  | Так              |                             |
| 1951       | Високі ставки     | Baazi                    | Так              |                  | Так              |                  |                             |
| 1952       |                   | Jaal                     | Так              |                  | Так              |                  |                             |
| 1953       | Сокіл             | Baaz                     | Так              |                  | Так              | Так              | Радж Кумар Раві             |
| 1954       |                   | Suhagan                  |                  |                  |                  | Так              |                             |
| 1954       | Туди-сюди         | Aar-Paar                 | Так              | Так              |                  | Так              | Калу                        |
| 1955       |                   | Mr. & Mrs. '55           | Так              |                  |                  | Так              | Прітам Кумар                |
| 1956       |                   | C.I.D.                   |                  | Так              |                  |                  |                             |
| 1956       |                   | Sailaab                  | Так              |                  |                  |                  |                             |
| 1957       | Спрага            | Pyaasa                   | Так              | Так              |                  | Так              | Віджай                      |
| 1958       |                   | 12 O'Clock               |                  |                  |                  | Так              | Аджойе Кумар                |
| 1959       | Паперові квіти    | Kaagaz Ke Phool          | Так              | Так              |                  | Так              | Суреш Сінха                 |
| 1961       | Повний місяць     | Chaudhvin Ka Chand       |                  | Так              |                  | Так              | Аслам                       |
| 1962       |                   | Sautela Bhai             |                  |                  |                  | Так              | Гокул                       |
| 1962       | Пан, пані і слуга | Sahib Bibi Aur Ghulam    |                  | Так              |                  | Так              | Атулья «Бхутнат» Чакраборті |
| 1963       | Довіра            | Bharosa                  |                  |                  |                  | Так              | Бансі Дас                   |
| 1963       |                   | Bahurani                 |                  |                  |                  | Так              | Раду Сінгх                  |
| 1964       |                   | Suhagan                  |                  |                  |                  | Так              | Віджай Кумар                |
| 1964       |                   | Sanjh Aur Savera         |                  |                  |                  | Так              | доктор Шанкар Чодхрі        |
| 1964       |                   | Picnic                   |                  |                  |                  | Так              |                             |
| 1966       | Очікування весни  | Baharen Phir Bhi Aayengi |                  | Так              |                  |                  |                             |

## Нагороди та номінації
- Премія Filmfare Awards
  - 1963, нагорода в категорії «кращий фільм» (за фільм «Пан, пані і слуга»)
  - 1963, номінація в категорії «кращий актор» (за фільм «Пан, пані і слуга»)